# Guamúchil de Guerrero o San Isidro
Guamúchil de Guerrero o San Isidro är en ort i Mexiko.   Den ligger i kommunen Fresnillo de Trujano och delstaten Oaxaca, i den sydöstra delen av landet, 200 km sydost om huvudstaden Mexico City. Guamúchil de Guerrero o San Isidro ligger 1 127 meter över havet och antalet invånare är 111.
Terrängen runt Guamúchil de Guerrero o San Isidro är huvudsakligen kuperad. Guamúchil de Guerrero o San Isidro ligger nere i en dal. Runt Guamúchil de Guerrero o San Isidro är det ganska glesbefolkat, med 30 invånare per kvadratkilometer. Närmaste större samhälle är Mariscala de Juárez, 5,2 km sydväst om Guamúchil de Guerrero o San Isidro. I omgivningarna runt Guamúchil de Guerrero o San Isidro växer huvudsakligen savannskog.